# Risk (videogioco 1988)
Risk, presentato sulle confezioni come The Computer Edition of Risk: The World Conquest Game, è un videogioco che riproduce il gioco da tavolo strategico Risk (meglio noto in italiano nella sua variante RisiKo!); venne pubblicato nel tardo 1988 per Commodore 64 e nel 1989 per Amiga, Apple II, Atari ST, MS-DOS e Mac OS dalla Leisure Genius, editrice britannica divenuta all'epoca una sussidiaria della Virgin Games. Una conversione per Windows 3.1 venne pubblicata direttamente dalla Virgin nel 1991.
Sebbene non sia il primo videogioco in assoluto ispirato al gioco da tavolo, fu il primo tratto ufficialmente dal vero Risk con licenza del produttore Parker Brothers, poi seguito da molti altri. Nel 1994 la MacPlay pubblicò solo per Mac OS un'edizione migliorata del gioco della Virgin, Risk Deluxe.

## Modalità di gioco
Il gioco riproduce tutte le caratteristiche di Risk (alla cui voce si rimanda per le regole). Possono competere da 2 a 6 avversari, e ciascuno può essere un giocatore umano in locale o il computer a tre livelli di difficoltà. Si può scegliere di applicare le regole tipiche britanniche o statunitensi del gioco da tavolo, oppure personalizzare le regole impostando separatamente varie opzioni, ad esempio la distribuzione iniziale dei territori può essere selezionata o casuale.
L'interfaccia si basa su un tabellone con i territori colorati in base al proprietario e con le quantità di armate indicate come numeri. Per agire si usa un puntatore che seleziona i territori o apre i menù a tendina. Ci sono poi differenze evidenti tra le varie versioni, in particolare:
- Commodore 64: il tabellone è mostrato una parte alla volta, con scorrimento a scatti in tutte le direzioni. Solo nell'edizione su disco si può visualizzare anche la mappa per intero, ma a gioco fermo e senza numeri di armate.
- Apple II: il tabellone è mostrato per tutta la sua altezza ma solo parte della larghezza, con scorrimento orizzontale graduale. Si può visualizzare anche la mappa per intero, ma a gioco fermo e senza numeri di armate. I menù non sono a tendina.
- Amiga e Atari ST: il tabellone è mostrato una parte alla volta, con scorrimento graduale in tutte le direzioni. Si può visualizzare anche la mappa per intero, ma a gioco fermo e senza numeri di armate.
- DOS, Mac e Windows: il tabellone è sempre visibile per intero. La versione originale Mac è in bianco e nero, ma l'edizione Deluxe supporta il colore.

È possibile mostrare statistiche numeriche sui giocatori e salvare la partita.